# إدواردو أنييلي (رائد أعمال)
إدواردو أنييلي (بالإيطالية: Edoardo Agnelli) (2 يناير 1892 – 14 يوليو 1935)، رائد أعمال وصناعي إيطالي. كان المساهم الرئيسي من عائلته في شركة السيارات الإيطالية فيات، كما شغل منصب رئيس نادي يوفنتوس من عام 1923 حتى وفاته في عام 1935.

## وفاته
توفي أنييلي في حادث طائرة يوم 14 يوليو 1935، عندما كان عائدًا من فورتي دي مارمي على متن طائرة مائية من طراز سافويا-ماركيتي SM.80 [الإنجليزية] مملوكة لوالده يقودها الطيار أرتورو فيرّارين، متجهًا إلى جنوة. اصطدمت عوامات الطائرة بجذع شجرة طافٍ، مما أدى إلى انقلاب الطائرة. لقي أنييلي حتفه بعد أن أصيب في مؤخرة رأسه بمروحة الطائرة التي تسببت في قطع رأسه، في حين نجا الطيار فيرّارين دون إصابات.

## انظر ايضاً
- قائمة ملاك أندية كرة القدم الإيطالية
- جيوفاني أنييلي
- أندريا أنييلي